# Distrito da Bolsa de Diamantes

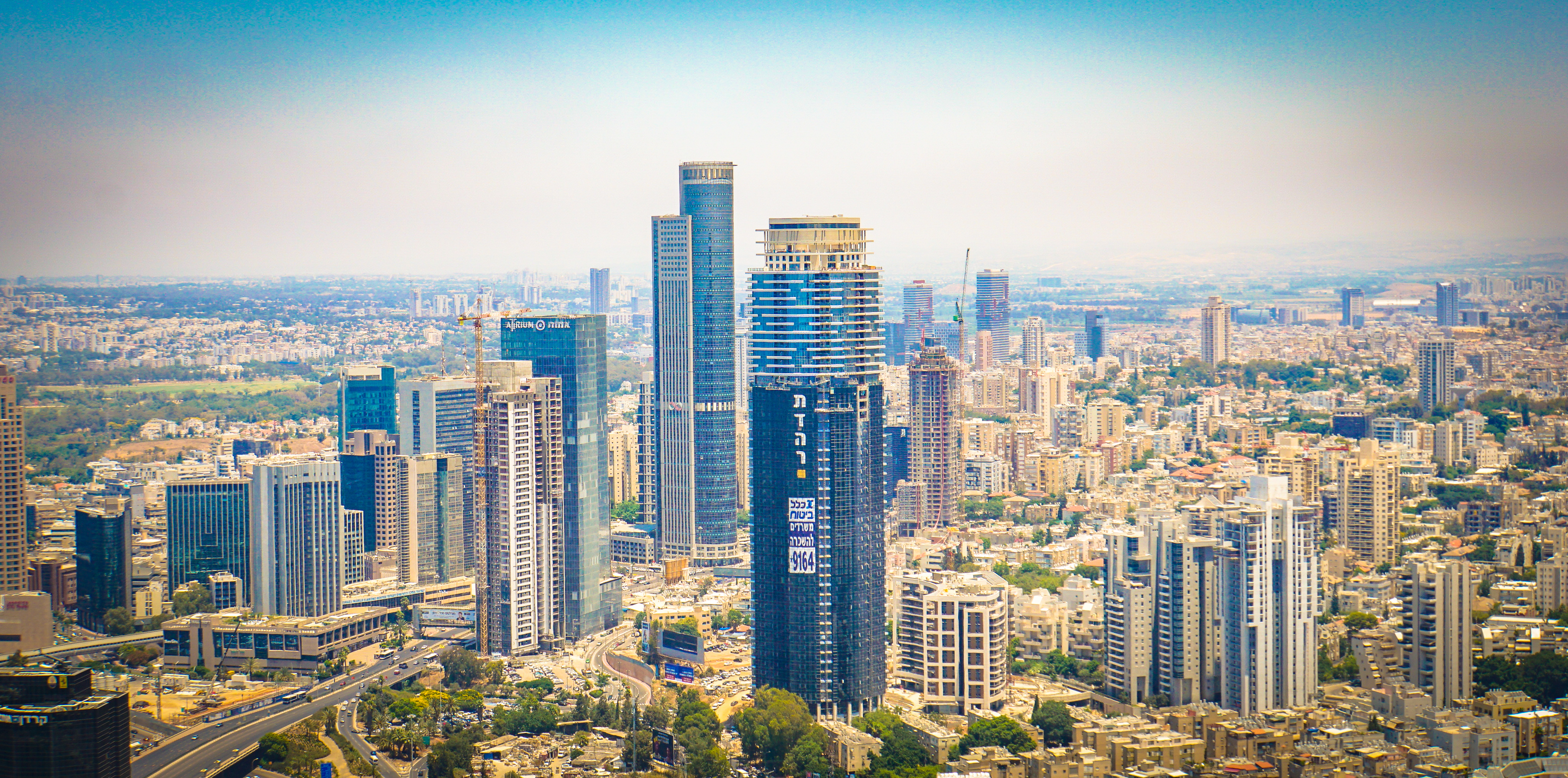
Distrito da Bolsa de Diamantes.

O Distrito da Bolsa de Diamantes é um bairro da cidade israelense de Ramat Gan. Situa-se as margens da Rodovia Ayalon, a qual separa Ramat Gan de Tel Aviv. No distrito situa-se o coração da indústria do diamante israelense, assim como o maior centro de negócios do país. O edifício da Bolsa de Diamantes se compõe de quatro edifícios unidos por pontes: a Torre Maccabi, a Torre Shimshon, a Torre Noam, e a Torre Diamante, que constituem o maior parque de intercambio de diamantes do mundo e que supõe o centro da Bolsa de Diamantes de Israel. No mesmo distrito encontramos vários edifícios de importância. A City Gate Ramat Gan é o edifício mais alto de Israel com seus 244 metros de altura. Em frente, a Torre Elite está em construção, esperando-se que seja igual o superior em altura. O Sheraton City Tower é um dos hotéis que se destacam no distrito, enquanto que outros edifícios destacáveis são a Torre Ayalon e a Casa de deportes de Gibor.